# 里昂證券
中信里昂（全称中信里昂證券有限公司）於1986年創立，總部設於香港，是一家国际投资银行，主要在亞太區從事證券經紀、投資銀行及私人投資業務。里昂最大的單一股東原本為法國的里昂信贷，其後里昂信贷于2003年與法國農業信貸集團合併。自此里昂証券成為農業信貸集團在亞太區投資銀行的分支。2013年7月31日，中信证券完成对里昂證券的收购，里昂证券在中國和香港將使用中信里昂證券作为中文公司名，其英文名称保持不變。

## 历史
里昂証券成立初期名為Winfull Laing & Cruickshank Securities，创始股东为Jim Walker與香港银行家胡漢輝。及後法國里昂信貸（Credit Lyonnais SA）入股，輾轉更名為CLSA Group（里昂）。03年法國農業信貸銀行（Credit Agricole）與里昂信貸合併，成為歐洲第三大銀行，亦是里昂的大股東，持股65％。其餘35％則由里昂員工及管理層持有。2012-2013年，中信証券國際以12.52億美元收購里昂證券，里昂成為其全資子公司。
目前的董事長為張佑君，行政總裁為Rick Gould。中信里昂現仍以香港為總部

## 業務
中信里昂證券於20個城市擁有超過2000名員工，業務集中在亞太地區在2003年公司業務擴展至日本，專爲國際投資者提供日本證券研究和銷售服務。2003年，里昂證券和中國湘財證券成立合資券商華歐國際證券有限責任公司，是中國加入世界貿易組織以來，第一家獲得牌照成立的中外合資投資銀行，2014年，中國華信能源有限公司收購華歐國際證券100%股權，並於2014年8月更名為上海華信證券。
多年來，該公司的市場分析和研究，皆獲得一些獎項，例如在2006年10月獲彭博民意調查推舉爲「亞洲最準確調研」第一名，亦名列《機構投資者》雜誌「全亞洲最佳研究選擇」第三。
而中信里昂証券的全資附屬機構「里昂證券亞太恆富資本」（CLSA Capital Partners），主要從事私募基金的基金管理，管理資金逾25億美金。在2007年1月，亞太恆富資本旗下公司飛毛腿集團就於香港上市，集資2.25億美金。而每年度里昂証券都會在香港和大陸舉行論壇，吸引國際投資者參加，例如2002年就邀得前美國總統比尔·克林顿作演說。

## 投資
- 里昂旗下私募基金是Baroque（巴羅克）的主要股東之一，持股逾 30%

## 收購
2012年7月21日，中信證券通過全資附屬公司中信証券國際以12.52億美元(97.25億港元)，向東方匯理银行收購里昂證券亞洲業務全數股權，成為內地首家成功收購海外券行的券商。
中信証券表示，會先支付3.03億美元收購里昂證券19.9%股權，在完成後續交易相關的內部及外部審批程序的基礎上，再以9.4168億美元收購里昂證券餘下80.1%股權，但這部份股權收購或需臨時股東大會上獲股東批准。
2012年10月5日，中信証券全資子公司中信証券國際以約9.42億美元（73.45億港元）向東方匯理银行收購里昂證券80.1%股權，令里昂成為其全資子公司；包括7月收購里昂的19.9%股權，總收購金額為12.52億美元。
2013年7月31日，中信証券與法國東方匯理銀行公布，完成轉讓里昂證券餘下的80.1%股權。連同早前收購的里昂證券19.9%股權，里昂證券已成為中信証券國際的全資子公司，以共同開拓中國以外的全球賣方中介業務。
為滿足台灣監管規定，里昂證券目前在台灣的業務不包括在此次收購範圍內。該業務將剝離給東方匯理銀行所有
2014年9月2日，中信里昂證券入股香港易亞投資管理(Enhanced Investment Products Limited, EIP)旗下交易所買賣基金「易亞ETFs」(XIE Shares ETFs)49％
2015年5月4日，中信証券國際與中信里昂證券宣布，共同成立中信証券國際資本市場(CITIC CLSA Securities)，主要從事亞洲的全球企業融資及資本市場業務,該合資公司將兩家公司的投行業務一體化，在全球10個城市僱有超過100名員工

## 外部連結
- 里昂證券有限公司 （页面存档备份，存于）
- 里昂證券亞太恆富資本 （页面存档备份，存于）
- 華歐國際證券有限責任公司 （页面存档备份，存于）